# Rita Tornborg
Rita Tornborg (Johannesburg, 13 dicembre 1926) è una scrittrice svedese.
È nata in Sudafrica e cresciuta in Polonia. Ha fatto il suo debutto letterale nel 1970, con il romanzo Paukes Gerilla. Altri libri sono Salomos namnsdag del 1979, Systrarna del 1982 e la raccolta di racconti Rosalie del 1991. Nel 1995 ha ricevuto il premio Dobloug.